# Dévonien inférieur
Stratigraphie
Pridoli Dévonien moyen
Silurien
Le Dévonien inférieur est la plus ancienne des trois époques du Dévonien s’étendant de 419,2 ± 3,2 à 393,3 ± 1,2 million d’années. Il est suivi par le Dévonien moyen et précédé par la dernière époque du Silurien (Pridolien).

## Subdivisions
Le Dévonien inférieur est subdivisé en trois étages géologiques, l'Emsien, le Praguien et le Lochkovien. Les datations des subdivisions ont été revues par la Commission internationale de stratigraphie (ICS) en 2012,.
| Emsien     | (407,6 ± 2,6 à 393,3 ± 1,2 Ma) |
| Praguien   | (410,8 ± 2,8 à 407,6 ± 2,6 Ma) |
| Lochkovien | (419,2 ± 3,2 à 410,8 ± 2,8 Ma) |

## Sources et références
- Cet article est partiellement ou en totalité issu de l'article intitulé « Dévonien » (voir la liste des auteurs).

1. ↑  [PDF] (en) « International chronostratigraphic chart (2012) », sur stratigraphy.org.
2. ↑  (en) F.M. Gradstein, J.G Ogg, M. Schmitz et G. Ogg, The Geologic Time Scale 2012, Elsevier, 2012, 1176 p. (ISBN 978-0-444-59448-8, lire en ligne).